# Geschützter Landschaftsbestandteil Hof Aehringhausen

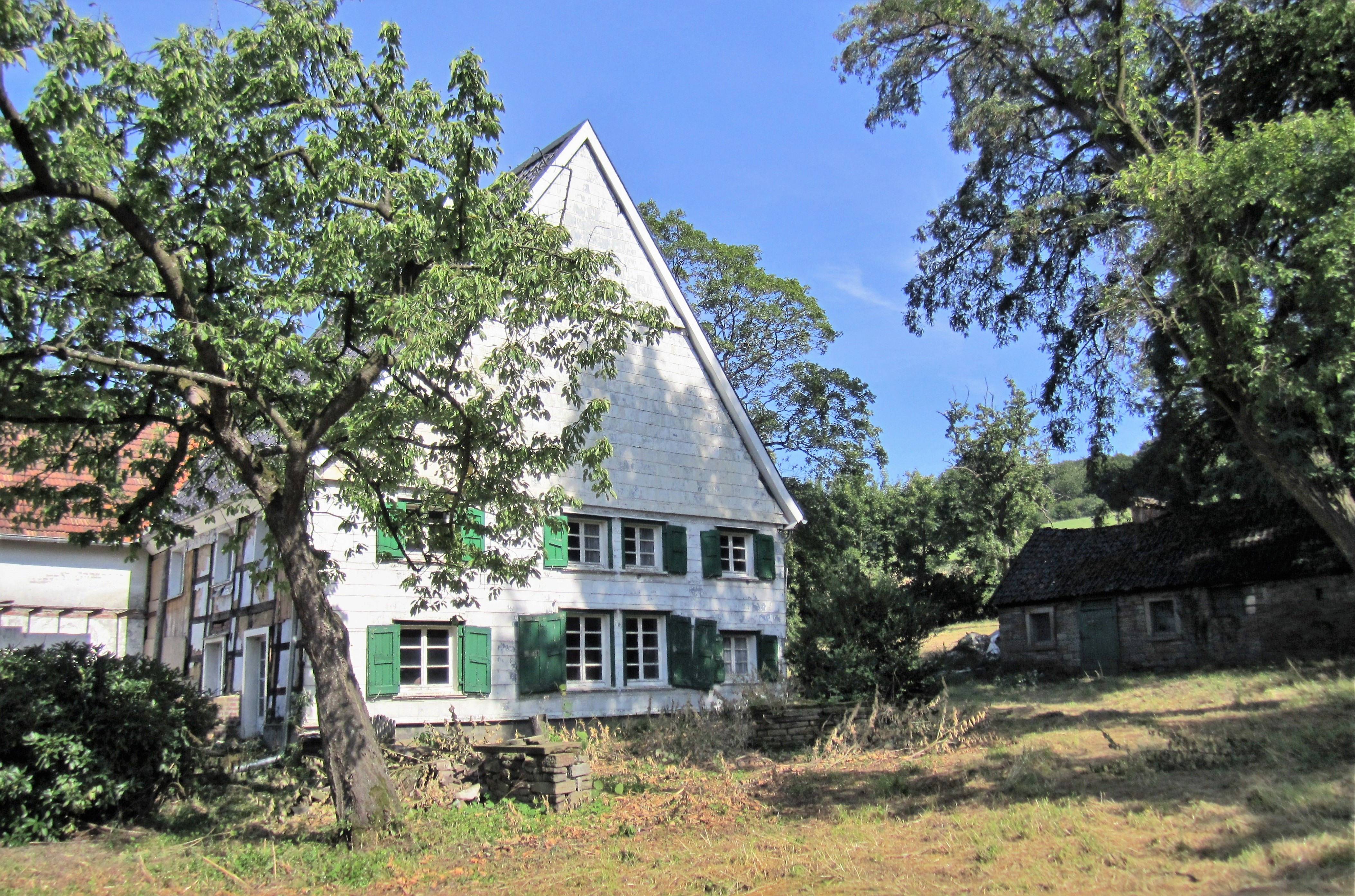
Geschützter Landschaftsbestandteil Hof Aehringhausen

Der Geschützte Landschaftsbestandteil Hof Aehringhausen mit einer Flächengröße von 1 ha liegt auf dem Gebiet der kreisfreien Stadt Hagen in Nordrhein-Westfalen. Der LB wurde 1994 mit dem Landschaftsplan der Stadt Hagen vom Stadtrat von Hagen ausgewiesen.

## Beschreibung
Beschreibung im Landschaftsplan: „Der geschützte Landschaftsbestandteil liegt an der Volmarsteiner Straße. Es handelt sich um ein Hofgut mit altem Laubholzbestand, Teich und Obstwiese im Ortsteil Aehringhausen.“

## Schutzzweck
Laut Landschaftsplan erfolgte die Ausweisung „zur Sicherung der Leistungsfähigkeit des Naturhaushalts durch Erhalt wertvoller Gehölzstrukturen als Lebensraum, insbesondere für Kleinsäuger, höhlenbrütende Vogelarten und totholzbewohnende Insekten sowie eines Lebensraumes für die charakteristischen Tier- und Pflanzenarten der Kleingewässer“.